# Martin Gerster

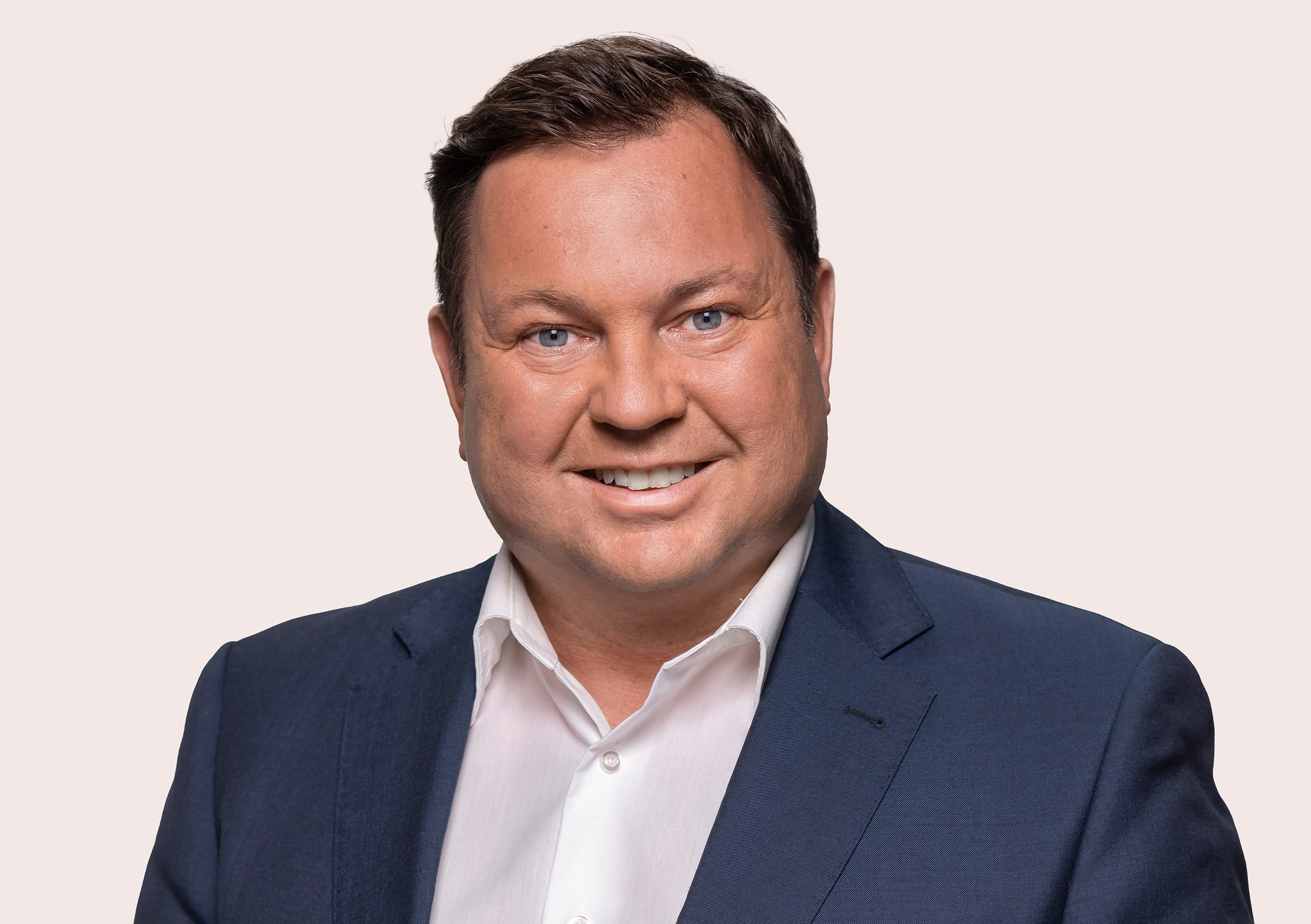
Martin Gerster (2021)

Martin Gerster (* 30. August 1971 in Biberach an der Riß) ist ein deutscher Politiker (SPD) und seit 2005 Mitglied des Deutschen Bundestages. 2025 wurde er über die Landesliste erneut in den Deutschen Bundestag gewählt.

## Leben und Beruf
Nach dem Abitur im Jahr 1991 am Pestalozzi-Gymnasium Biberach absolvierte Gerster zunächst ein Volontariat bei Radio 7 und begann anschließend 1994 ein Studium der Politologie, Geschichte und Volkswirtschaftslehre an der Johannes Gutenberg-Universität Mainz, welches er 2002 als Magister Artium beendete.
Während seines Studiums war er als freier Redakteur für Radio 7, die Schwäbische Zeitung und das ZDF tätig. Außerdem arbeitete er in den Jahren 1999 bis 2001 beim Democratic National Committee in Washington und bei „Hillary Clinton for Senate“ in New York mit. Er war Mitarbeiter im Wahlkampfteam der SPD zur Landtagswahl in Baden-Württemberg 2001. Von 2002 bis 2005 war er Parlamentarischer Berater (Fraktionsreferent) der SPD-Fraktion im Landtag von Baden-Württemberg.
In den Jahren 2006 bis 2014 war er Präsident des Deutschen Sportakrobatikbundes und ist seitdem dessen Ehrenpräsident. Seit 2018 war Gerster Vizepräsident im Vorstand der THW-Bundesvereinigung, seit 2021 ist er deren Präsident. Er ist Mitglied des Kuratoriums der THW-Stiftung.

## Politischer Werdegang

### SPD
Gerster ist seit dem Jahr 1990 Mitglied der SPD und war von 2001 bis März 2022 Vorsitzender des SPD-Kreisverbandes Biberach.

### Deutscher Bundestag
2005 trat er im Bundestagswahlkreis Biberach an und wurde über die Landesliste in den Deutschen Bundestag gewählt. Im 16. Deutschen Bundestag war er zunächst Mitglied im Innenausschuss und im Sportausschuss. Im September 2007 wechselte Gerster vom Innenausschuss in den Finanzausschuss.
Im Jahr 2009 zog er erneut über die Landesliste in den 17. Deutschen Bundestag ein und setzte seine Mitarbeit im Finanzausschuss fort, im Sportausschuss war er Sprecher der SPD-Bundestagsfraktion. Zudem war er stellvertretender Sprecher der Arbeitsgruppe „Strategien gegen Rechtsextremismus“ seiner Fraktion. 2012 rückte Martin Gerster für Lothar Binding in den Haushaltsausschuss nach und betreute den Einzelplan des Bundesministeriums für wirtschaftliche Zusammenarbeit und Entwicklung. In dieser Funktion war Gerster auch Mitglied im Aufsichtsrat der Gesellschaft für Internationale Zusammenarbeit.
Nach der Bundestagswahl 2013 zog Gerster in den 18. Deutschen Bundestag ein. In dieser Legislaturperiode war er Mitglied des Haushaltsausschusses und betreute als Berichterstatter den Einzelplan des Bundesministeriums des Innern, außerdem war er Mitglied – und von September 2016 an Sprecher seiner Fraktion – im Rechnungsprüfungsausschuss.
Im 19. Deutschen Bundestag gehörte Gerster dem Haushaltsausschuss, dem Rechnungsprüfungsausschuss sowie dem Vertrauensgremium für die geheimen Haushaltspläne der Nachrichtendienste des Bundes an. Gerster war im Haushaltsausschuss stellvertretender Vorsitzer und im Rechnungsprüfungsausschuss Obmann. Zudem war er ordentliches Mitglied im Vertrauensgremium und gehört als stellvertretendes Mitglied dem Ausschuss für Bau, Wohnen, Stadtentwicklung und Kommunen, dem Ausschuss für Inneres und Heimat, dem Ausschuss Digitale Agenda, sowie dem Kuratorium der Bundeszentrale für politische Bildung an. Seit Januar 2022 leitete er außerdem die Landesgruppe der baden-württembergischen SPD-Abgeordneten im Bundestag. Im 20. Deutschen Bundestag gehört er dem Vertrauensgremium erneut an.
Gerster spielt für den FC Bundestag in der Abwehr und nahm an der Europameisterschaft 2014 in Wien teil.
Bei der Bundestagswahl 2025 wurde er über die Landesliste der SPD erneut gewählt. Im 21. Deutschen Bundestag ist er ordentliches Mitglied im Rechnungsprüfungsausschuss sowie im Haushaltsausschuss. Am 12. Mai 2025 wurde Martin Gerster als Vorsitzender der Landesgruppe wiedergewählt. Die Landesgruppe Baden-Württemberg umfasst in dieser Legislaturperiode 13 Mitglieder.

## Werke
- Hartwig Abraham; Martin Gerster (Hrsg.): Die Geschichte der Sozialdemokratie in Biberach 1874–1999. Ortsverein der SPD, Biberach an der Riß 1999, ISBN 3-00-004690-9, S. 365.
- Stephan Braun; Alexander Geisler; Martin Gerster (Hrsg.): Strategien der extremen Rechten: Hintergründe – Analysen – Antworten. VS Verlag für Sozialwissenschaften, Wiesbaden 2009, ISBN 978-3-531-15911-9, S. 681.